# Schistophyllum julianum
Schistophyllum julianum là một loài Rêu trong họ Fissidentaceae. Loài này được (Savi ex DC.) Lindb. mô tả khoa học đầu tiên năm 1879.